# Collegio uninominale Sicilia 1 - 03 (2020)
Il collegio elettorale uninominale Sicilia 1 - 03 è un collegio elettorale uninominale della Repubblica Italiana per l'elezione della Camera dei deputati.

## Territorio
Come previsto dalla legge n. 51 del 27 maggio 2019, il collegio è stato definito tramite decreto legislativo all'interno della circoscrizione Sicilia 1.
È formato dal territorio di 59 comuni della città metropolitana di Palermo: Alia, Alimena, Aliminusa, Altavilla Milicia, Bagheria, Baucina, Bisacquino, Blufi, Bolognetta, Bompietro, Caccamo, Caltavuturo, Campofelice di Fitalia, Campofelice di Roccella, Campofiorito, Castelbuono, Casteldaccia, Castellana Sicula, Castronovo di Sicilia, Cefalà Diana, Cefalù, Cerda, Chiusa Sclafani, Ciminna, Collesano, Contessa Entellina, Corleone, Ficarazzi, Gangi, Geraci Siculo, Giuliana, Godrano,
Gratteri, Isnello, Lascari, Lercara Friddi, Marineo, Mezzojuso, Montemaggiore Belsito, Palazzo Adriano, Petralia Soprana, Petralia Sottana, Polizzi Generosa, Pollina, Prizzi, Roccamena, Roccapalumba, San Mauro Castelverde, Santa Flavia, Sciara, Scillato, Sclafani Bagni, Termini Imerese, Trabia, Valledolmo, Ventimiglia di Sicilia, Vicari, Villabate e Villafrati.
Il collegio è parte del collegio plurinominale Sicilia 1 - 01.

## Eletti
| Elezione | Elezione | Deputato                 | Partito          |
| -------- | -------- | ------------------------ | ---------------- |
|          | 2022     | Francesco Saverio Romano | Noi con l'Italia |

## Dati elettorali

### XIX legislatura
Come previsto dalla legge elettorale, 147 deputati sono eletti con sistema a maggioranza relativa in altrettanti collegi uninominali a turno unico.
| Candidati                                 | Candidati                          | Voti    | %     | Liste                          | Voti    | %     |
| ----------------------------------------- | ---------------------------------- | ------- | ----- | ------------------------------ | ------- | ----- |
|                                           | Francesco Saverio Romano ✔️ Eletto | 54 321  | 38,71 | Fratelli d'Italia              | 28 559  | 20,35 |
| Forza Italia                              | Francesco Saverio Romano ✔️ Eletto | 54 321  | 38,71 | 17 934                         | 12,78   |       |
| Lega per Salvini Premier                  | Francesco Saverio Romano ✔️ Eletto | 54 321  | 38,71 | 6 219                          | 4,43    |       |
| Noi moderati/Lupi - Toti - Brugnaro - UDC | Francesco Saverio Romano ✔️ Eletto | 54 321  | 38,71 | 1 609                          | 1,15    |       |
|                                           | Daniela Morfino                    | 38 161  | 27,20 | Movimento 5 Stelle             | 38 161  | 27,20 |
|                                           | Maria Saeli                        | 21 678  | 15,45 | Partito Democratico-IDP        | 15 390  | 10,97 |
| +Europa                                   | Maria Saeli                        | 21 678  | 15,45 | 2 965                          | 2,11    |       |
| Alleanza Verdi e Sinistra                 | Maria Saeli                        | 21 678  | 15,45 | 2 046                          | 1,46    |       |
| Impegno Civico - Centro Democratico       | Maria Saeli                        | 21 678  | 15,45 | 1 277                          | 0,91    |       |
|                                           | Ismaele La Vardera                 | 15 208  | 10,84 | Sud chiama Nord                | 15 208  | 10,84 |
|                                           | Claudio Merlino                    | 6 341   | 4,52  | Azione - Italia Viva - Calenda | 6 341   | 4,52  |
|                                           | Daniele Augello                    | 2 098   | 1,50  | Italexit                       | 2 098   | 1,50  |
|                                           | Fabio Maggiore                     | 1 480   | 1,05  | Italia Sovrana e Popolare      | 1 480   | 1,05  |
|                                           | Fulvio Vassallo Paleologo          | 1 034   | 0,74  | Unione Popolare                | 1 034   | 0,74  |
| Totale                                    | Totale                             | 140 321 | 100   |                                | 140 321 | 100   |
|                                           |                                    |         |       |                                |         |       |
| Voti non validi                           | Voti non validi                    | 17 760  | 11,23 |                                |         |       |
| Votanti                                   | Votanti                            | 158 081 | 59,46 |                                |         |       |
| Elettori                                  | Elettori                           | 265 879 |       |                                |         |       |